# Râul Câlnău, Buzău
Râul Câlnău este un curs de apă, afluent al râului Buzău. Cursul superior al râului este cunoscut și sub numele de Râul Salcia

## Hărți
- Harta Județului Buzău